# Kay Francis
Kay Francis (Oklahoma City, 13 januari 1905 – New York, 26 augustus 1968) was de artiestennaam van Katharine Edwina Gibbs, een Amerikaans theater- en filmactrice, filmproducent, stenografe en makelaar.

## Biografie

### Jeugdjaren
Francis werd geboren als Katharine Edwina Gibbs in Oklahoma City. Hoewel 1905 haar officiële geboortejaar is, worden ook 1899 en 1903 als haar geboortejaar genoemd. Ze werd geboren als dochter van Joseph Sprague Gibbs en actrice Katharine Clinton Franks. Haar vader verliet de familie toen Francis vier jaar oud was, haar moeder was ook werkzaam als prostituee. De familie reisde van stad naar stad op zoek naar werk in het theater. In deze periode groeide Francis op in armoede en kon daarom niet altijd naar school.
Na het bezoeken van enkele katholieke scholen, werd Francis in 1920 opgeleid om secretaresse te worden. Ze beschreef haar loopbaan als secretaresse als zeer positief. Francis probeerde op 17-jarige leeftijd te ontsnappen aan haar armoedige achtergrond en trouwde in december 1922 met James Dwight Francis. Ze trok bij hem in, maar het leven in Pittsfield beviel haar niet. Het huwelijk hield geen stand. In de lente van 1925 vroeg Francis een scheiding aan in Parijs. Daar werd ze het hof gemaakt door Bill Gaston, een aan Harvard afgestuurde atleet.
Ze trouwden, maar zagen elkaar niet met regelmaat. Francis keerde namelijk terug naar New York, waar ze probeerde door te breken in het theater. Ze debuteerde in november 1925 in een uitvoering van Hamlet. De rol kreeg ze naar eigen zeggen door 'te liegen tegen de juiste mensen'. Vlak daarna werd ze door Stuart Walker gecontracteerd bij Portmanteau Theatre Company. Ze reisde met het toneelgezelschap van stad naar stad en speelde vooral kleine rollen. Deze periode beschreef ze later als 'waardeloos' voor haar carrière. In februari 1927 keerde ze terug naar Broadway, waar ze speelde naast Sylvia Sidney in het toneelstuk Crime.
Gedurende de roaring twenties verkreeg Francis een imago van een seksueel vrijgevochten flapper: een vrouw uit de jazz-periode met een boblijn. Hierdoor kreeg ze aanbiedingen om model te staan voor verscheidene advertenties. Naar geruchten was ze een hevige drinker en ging ze naar bed met talloze mannen en vrouwen. Na haar scheiding van Gaston trouwde ze met playboy Alan Ryan Jr. Omdat hij een man uit de bovenklasse was, beloofde ze om zich terug te trekken uit het theater en te dienen als huisvrouw. Maar enkele maanden later keerde ze al terug naar Broadway, met een rol in het toneelstuk Venus.

### Hollywood
Het hoogtepunt uit haar carrière in het theater kwam toen ze in het najaar van 1928 naast Walter Huston te zien was in Elmer the Great. Huston was zo tevreden met het optreden van Francis, dat hij haar adviseerde een screentest af te leggen voor de film Gentlemen of the Press (1929). Ze kreeg de rol van een femme fatale en maakte hiermee een krachtig filmdebuut. Critici schreven lovend over haar prestatie en spraken over 'een van de indrukwekkendste debuten uit de filmgeschiedenis'. Ze kreeg een contract bij Paramount Pictures en speelde in Hollywood in verscheidene films per jaar. Desondanks was ze niet zeer ambitieus. Ze legde later uit dat ze simpelweg zo veel mogelijk geld wilde verdienen.
In haar vroege filmcarrière speelde Francis voornamelijk femmes fatales. In 1930 was ze voor het eerst naast William Powell te zien in Street of Chance (1930). Omdat de pers zo enthousiast sprak over de chemie tussen de twee, waren ze uiteindelijk gezamenlijk in zes films te zien. Roddelbladen speculeerden over een affaire, maar hier was volgens de actrice niets van waar. Ondertussen trouwde ze nogmaals, ditmaal met toneelschrijver John Meehan. Volgens menig bron was ze nooit een toegewijde vrouw. Ze ging ervan uit dat het huwelijk nietig verklaard was en trouwde in 1931 met acteur Kenneth MacKenna. Ook dit huwelijk hield niet lang stand. Toen MacKenna naar New York verhuisde, verloren ze contact en scheidden ze in 1933.
Francis kwam op in Hollywood toen de geluidsfilm zojuist zijn intrede had gemaakt. Dit had in de filmindustrie al gezorgd voor een toestroom van theateracteurs, onder wie Ann Harding, Aline MacMahon, Helen Twelvetrees, Barbara Stanwyck, Humphrey Bogart en Leslie Howard. Francis behoorde tot een van die acteurs die later met succes carrière zouden maken in de film. Waar ze in de jaren 20 bekendstond als een flapper, bouwde ze in de jaren 30 het imago van een modebewuste vrouw op. Ze kreeg zelfs de bijnaam 'Amerika's glamourmeisje'.

### Roem

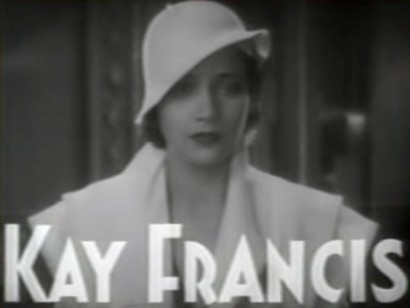
Francis in The Keyhole (1933)

Francis' filmcarrière kwam in 1932 van de grond toen ze een contract tekende bij Warner Brothers. De studio beloofde haar een hoger salaris en een sterrenstatus en begon haar te promoten. Ze was echter niet tevreden bij de studio en keerde nog datzelfde jaar terug naar Paramount, waar ze haar grote doorbraak kreeg met de rol van een rijke weduwe in Ernst Lubitsch' Trouble in Paradise (1932). Hoewel haar volgende films allesbehalve enthousiast werden ontvangen, groeide Francis uit tot een grote ster. Voorheen speelde ze bijna uitsluitend slechteriken, maar vanaf haar hoogtijdagen was ze altijd te zien in sympathieke rollen.
Francis keerde aan het begin van de jaren 30 wederom terug naar Warner Brothers, waar ze uitgroeide tot de 'koningin van de studio', een titel die ze tot en met 1936 behield. Uiteindelijk was ze in de jaren 30 een van de bestbetaalde personen in de Verenigde Staten. In films was ze vooral te zien in dure jurken en kreeg hierdoor veel bewondering van meiden uit het land. Volgens collega's was Francis altijd uitdrukkelijk aanwezig op de set. Ze organiseerde regelmatig feesten en gebruikte haar geld om de minder bedeelden te helpen. Ze probeerde zich zo veel mogelijk van de publiciteit af te zonderen en maakte er geen geheim van een hekel te hebben aan Hollywood.
Hoewel ze in haar carrière steeds succesvoller werd, verliep haar persoonlijke leven minder rooskleurig. Ze omschreef zichzelf als een 'waardeloze echtgenote, gelukkige minnares'. Na een korte affaire met Maurice Chevalier kreeg ze een open relatie met scenarioschrijver Delmar Daves. In deze periode leed Francis aan verscheidene miskramen en liet ze ook meerdere abortussen plegen. Ze vertelde dat ze dolgraag kinderen wilde, maar dat dit niet samenging met haar carrière.

### Afname

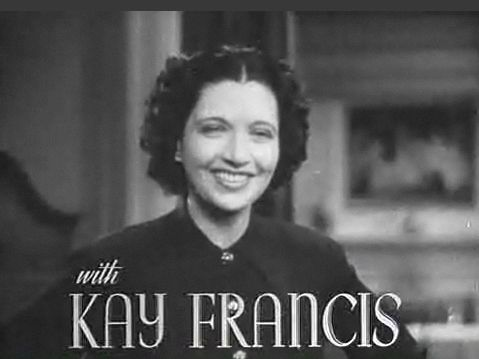
Francis in My Bill (1938)

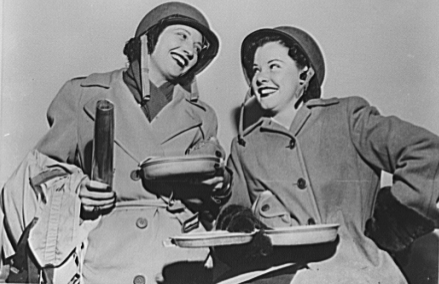
Francis (links) entertaint de troepen tijdens de Tweede Wereldoorlog

Naarmate ze meer macht kreeg in de filmindustrie, speelde ze steeds meer feministische personages. Het begon met de rollen in Living on Velvet (1935) en Stranded (1935), twee films van Frank Borzage, en zette zich voort met The White Angel (1936), een biografische film over Florence Nightingale. Hoewel haar optreden goed werd ontvangen door de pers, bleek de film minder succesvol. Warner Brothers begon haar vertrouwen in de actrice te verliezen. Ook Francis was niet meer tevreden over het werk en veroorzaakte openlijk ruzies met collega's. Ze diende voornamelijk als de tweede keuze voor filmrollen en was te zien in rollen die eerder werden afgewezen door actrices als Bette Davis, Barbara Stanwyck en Ruth Chatterton.
In 1937 kreeg Francis slechte publiciteit toen ze de studio aanklaagde omdat ze de aan haar beloofde hoofdrol in Tovarich (1937) plotseling had gegeven aan Claudette Colbert. Hierna was ze enkel in B-films te zien. Filmrollen die aanvankelijk voor haar weggelegd waren, zoals The Sisters (1938), Dark Victory (1939) en Juarez (1939), gingen uiteindelijk naar Bette Davis. In 1939 besloot Francis Warner Brothers te verlaten. Er dreigde een einde te komen aan haar carrière, totdat Carole Lombard haar een rol aanbood in In Name Only (1939), waarin ze tegenover Cary Grant speelde.
Na de uitbraak van de Tweede Wereldoorlog zette Francis haar filmcarrière op een laag pitje om de troepen te vermaken. Later verscheen ze nog in enkele films, maar het was duidelijk dat haar hoogtijdagen voorbij waren. In 1946 werd haar laatste film uitgebracht.

### Latere leven
Toen het duidelijk werd voor Francis dat haar geen filmrollen meer werden aangeboden, keerde ze terug naar het theater met een rol in het toneelstuk Windy Hill. Haar meest memorabele rol is die in State of the Union, een toneelstuk dat een groot succes werd op Broadway en later ook toerend door het land ging. Na een schandaal omtrent een geliefde die werd gearresteerd voor moord, verhuisde ze in 1948 naar New York. Ze bleef tot en met 1953 actief op Broadway en maakte daarnaast enkele verschijningen op televisie en radio.
Francis ging in de loop van de jaren 50 met pensioen. In 1961 werd er kanker geconstateerd. Ze brak haar relatie met een jongere geliefde, omdat ze niet wilde dat hij zich genoodzaakt voelde haar te verzorgen. In 1967 ging haar gezondheid sterk achteruit en verscheen ze nauwelijks in het openbaar. Ze overleed een jaar later, op 63-jarige leeftijd. Ze werd vereeuwigd met een ster op de Hollywood Walk of Fame.